# Allonge (Metallurgie)
Die Allonge (aˈlõːʒə, aus dem franz.: Anhang) oder Vorstecktute ist ein aus Stahlblech gefertigtes, kegelstumpfförmiges Kondensationsgefäß für Metalldämpfe (insbesondere Zink- und Cadmiumdämpfe). Sie wird bei der thermischen Zinkgewinnung in der liegenden Muffel, einem röhrenförmiger Hohlkörper mit meist ovalem Querschnitt aus feuerfestem Material, angewandt. 